# Batizfalvi-tó
A Batizfalvi-tó (szlovákul Batizovské pleso, németül Botzdorfer See) a Batizfalvi-völgyben található (Szlovákia).

## Képek

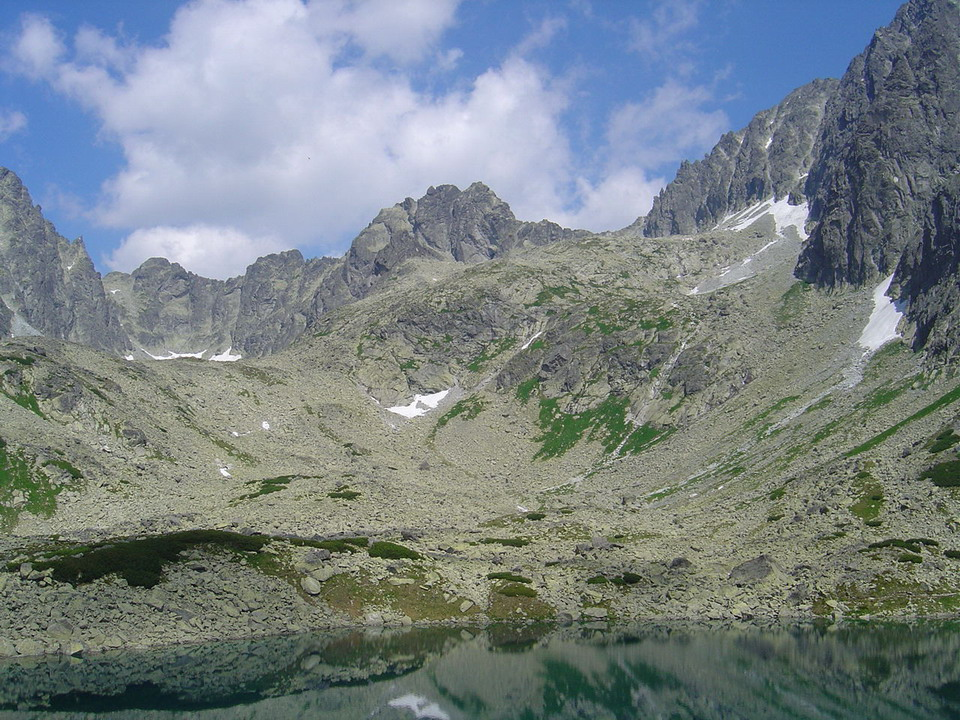
A Jeges-tavi-csúcs a Batizfalvi-tó felett
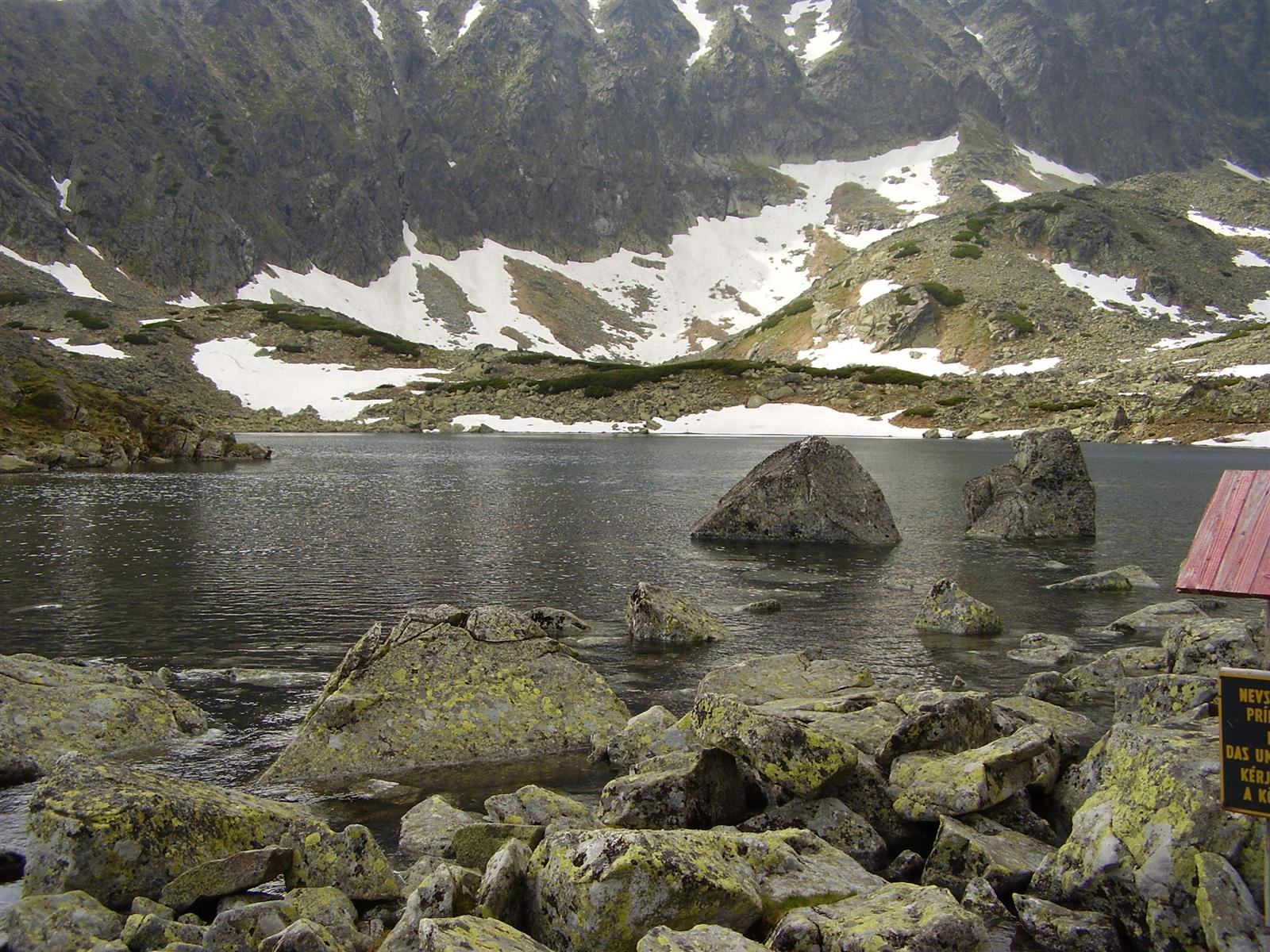
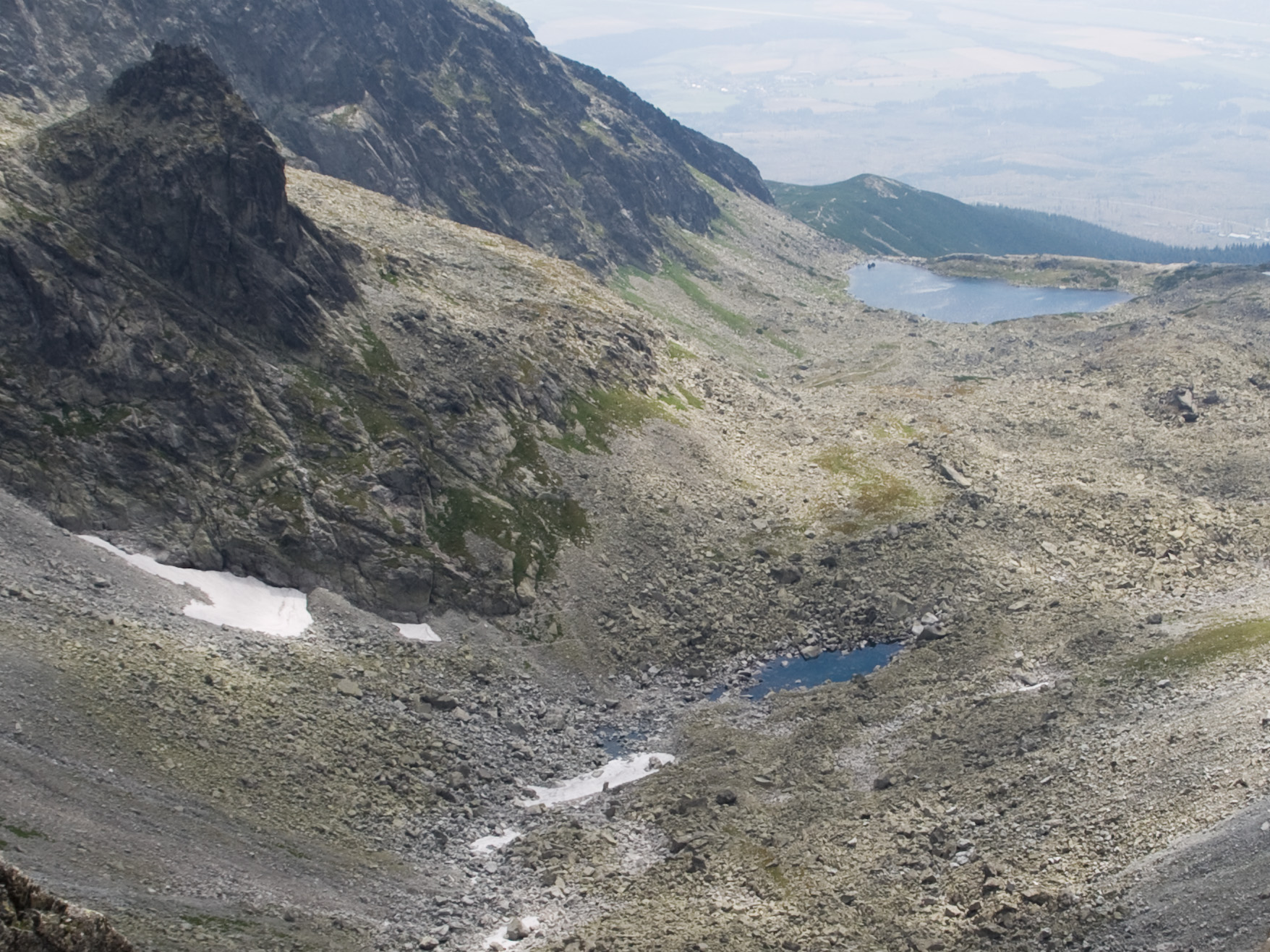